# Toulouse FC (1937)

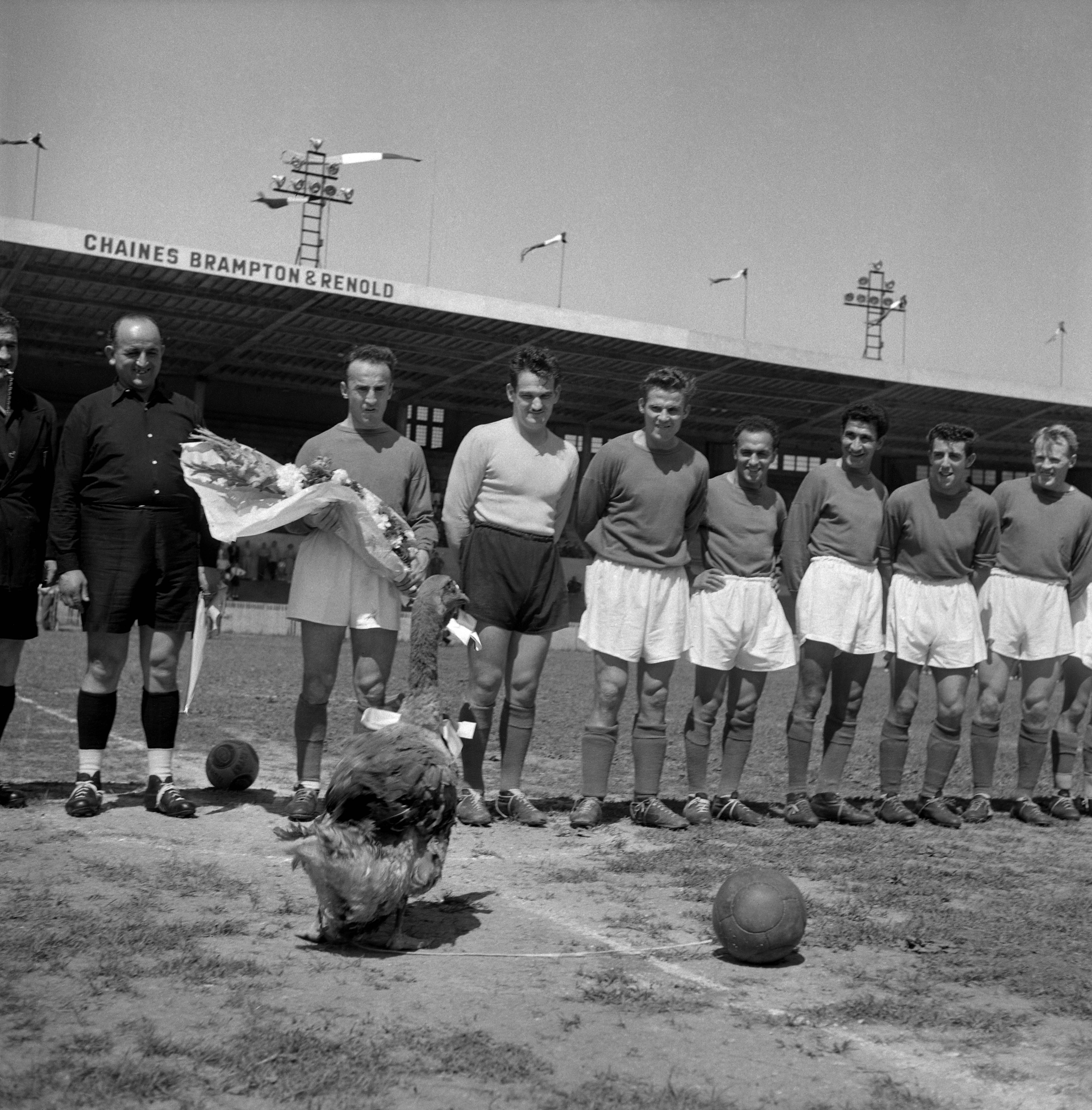
Team van Toulouse FC in mei 1953

Toulouse FC was een Franse voetbalclub die in 1937 werd opgericht en in 1967 werd ontbonden. De club heeft niets te maken met het huidige Toulouse FC dat ook in de hoogste klasse speelt.

## Roots van voetbal in Toulouse
Voor de Eerste Wereldoorlog domineerde 2 clubs het voetbal in Toulouse, Stade Olympique des Etudiants Toulousains en Stade Olympien Vélo Sport de Toulouse. Etudiants haalde in 1905 en 1906 de halve finale van het Franse kampioenschap van de voetbalbond USFSA. Etudiants veranderde zijn naam in Stade Toulousain en domineerde tot aan de oorlog.

## Oprichting club
In 1936 werd het idee geopperd om een grote club te creëren in Toulouse en een jaar later was Toulouse FC geboren. Tijdens de oorlog was de club erg sterk in de competitie en in 1943 werd de club kampioen van de zone Zuid. Maar de periode tijdens de oorlog is niet officieel. Het volgende seizoen trad de club aan als Toulouse Pyrénées, alle clubnamen werden in dat seizoen veranderd in de stad met daarachter de provincie.
Na de oorlog moest de club in de 2de klasse starten. Het aanvallerstrio Cammarata-Keller-Hoffman zorgde ervoor dat de club 88 doelpunten scoorde. Enkel Lille OSC deed het beter in de 1ste klasse met 89 goals. De club promoveerde en bleef tot 1951 in de eerste klasse. Het eerste seizoen liep niet van een leien dakje en de club eindigde 12de. Het volgende seizoen werd de club kampioen en keerde terug naar de hoogste divisie waar in het eerste jaar een 4de plaats bereikt werd. Ook de volgende jaren eindigde de club in de top 10, daarna was de club een middenmoter
In het begin van de jaren 60 eindigde de club weer in het eerste helft van de tabel met een 5de plaats als hoogste notering (1960 en 1964). In 1966 werd de club zelfs 4de. Ook nam de club deel aan de Jaarbeursstedenbeker maar werd in de eerste ronde uitgeschakeld door het Roemeense Dinamo Pisesti.
In 1967 eindigde de club 17de (op 20) en had zware financiële problemen. De spelers, de staf en de plaats in de 1ste klasse werden verkocht aan Red Star Paris dat in de 2de klasse speelde.

## Toulouse in Europa
- 2R = tweede ronde

| Seizoen | Competitie           | Ronde | Land                          | Club           | Score    |
| ------- | -------------------- | ----- | ----------------------------- | -------------- | -------- |
| 1966/67 | Jaarbeursstedenbeker | 2R    | Vlag van Roemenië (1965-1989) | Dinamo Pitesti | 3-0, 1-5 |